# والکرتوون (کارولینای شمالی)
والکرتوون (به انگلیسی: Walkertown) شهری در ایالت کارولینای شمالی کشور ایالات متحده آمریکا است که جمعیت آن در سرشماری سال ۲۰۱۰ میلادی، ۴٬۶۷۵ نفر بوده‌است.